# Municipio de Baker (Indiana)
El municipio de Baker (en inglés: Baker Township) es un municipio ubicado en el condado de Morgan en el estado estadounidense de Indiana. En el año 2010 tenía una población de 717 habitantes y una densidad poblacional de 17,68 personas por km².

## Geografía
El municipio de Baker se encuentra ubicado en las coordenadas 39°21′29″N 86°32′46″O / 39.35806, -86.54611. Según la Oficina del Censo de los Estados Unidos, el municipio tiene una superficie total de 40.55 km², de la cual 39,92 km² corresponden a tierra firme y (1,53 %) 0,62 km² es agua.

## Demografía
Según el censo de 2010, había 717 personas residiendo en el municipio de Baker. La densidad de población era de 17,68 hab./km². De los 717 habitantes, el municipio de Baker estaba compuesto por el 98,61 % blancos, el 0,42 % eran amerindios, el 0,14 % eran de otras razas y el 0,84 % eran de una mezcla de razas. Del total de la población el 0,56 % eran hispanos o latinos de cualquier raza.